# 早稲田大学国際文学館
早稲田大学国際文学館（わせだだいがく こくさいぶんがくかん）は、東京都新宿区の早稲田大学構内に開館されたミュージアム。村上春樹の文学を中心として研究を図る。通称村上春樹ライブラリー。
早稲田大学4号館を隈研吾によってリノベーションし、2021年（令和3年）10月1日に開館した。地上5階、地下1階の建物になる。館長は麻生享志が務める。文学館のモットーは「物語を拓こう、心を語ろう」。村上文学の研究を行うとともに、国際文学、翻訳文学に関する世界の交流拠点となることを目指している。彼の直筆原稿や収集したレコードなどが保管されている。
大学卒業生の柳井正（ファーストリテイリング代表取締役会長）が開設意義に賛同し、4号館改築費用の約12億円の全額を寄付した。